# HD70975
HD70975 — хімічно пекулярна зоря спектрального класу
F5 й має видиму зоряну величину в смузі V приблизно  8,7.